# Margherita Zenoni
Margherita Zenoni (1827 circa – Torino, 31 marzo 1878) è stata un soprano italiano attiva dai primi anni 1850.

Lasciò l'Europa nel 1867, prima cantando con la compagnia d'opera italiana di Annibale Biacchi a Cuba e poi in tournée con la compagnia d'opera italiana di Augusto Cagli in Australasia. Rimase con la compagnia di Cagli nelle sue varie incarnazioni fino al 1877, cantando in India, Australia, Nuova Zelanda e Sudafrica. Morì a Torino, sua città natale, a meno di un anno dal suo ritorno dal Sudafrica.

## Biografia

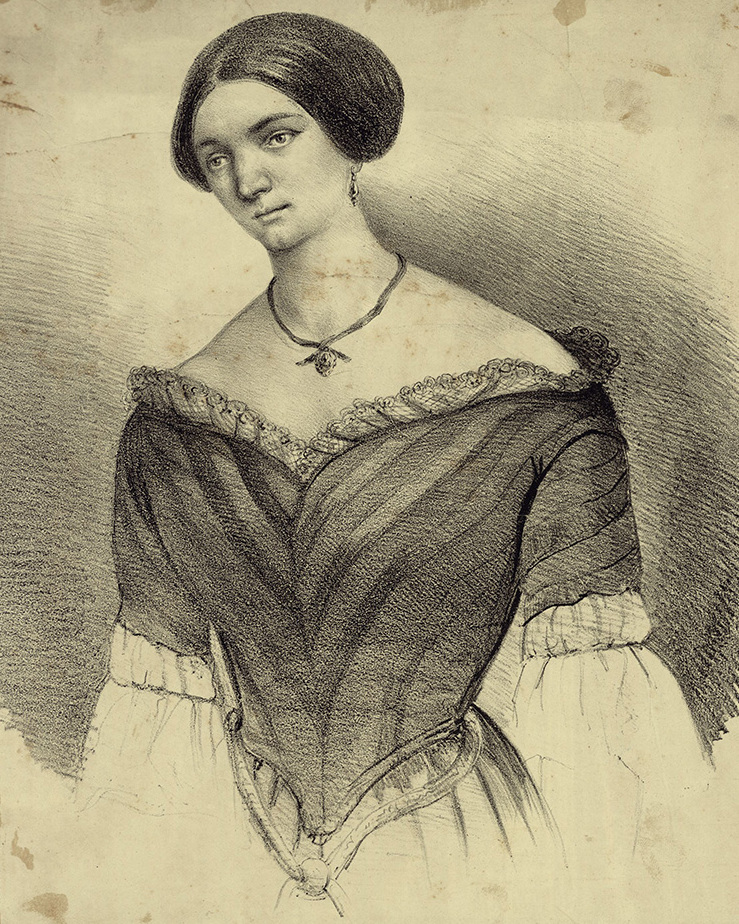
Ritratto di Margherita Zenoni, di Eugenio Yerna

Inizialmente studiò da autodidatta e iniziò la sua carriera alla fine del 1840 cantando ruoli secondari in piccoli teatri. Incapace di realizzare una svolta nella carriera, ma possedendo una voce promettente e una bella presenza sul palcoscenico, fu incoraggiata dai critici musicali a ricevere una formazione formale. Divenne allieva di Marcelliano Marcello che aveva aperto una scuola di canto a Torino e proseguì gli studi con Carlo Boniforti al Conservatorio di Milano. Fece rapidi progressi e nei primi anni del 1850 fu scritturata in vari teatri lirici del Nord Italia come prima donna assoluta. Debuttò trionfalmente al Teatro Regio di Torino nel 1854 nel ruolo della protagonista in Gemma di Vergy di Donizetti. Successivamente interpretò anche i ruoli principali ne La favorita, in Lucrezia Borgia e in Anna Bolena. Continuò a cantare molti ruoli principali nelle opere verdiane, tra cui alcune delle prime esibizioni de La traviata (Violetta), Rigoletto (Gilda) e Il trovatore (Leonora). Cantò anche in I masnadieri (Amalia), Nabucco (Abigaille), Macbeth (Lady Macbeth), Attila (Odabella), Un ballo in maschera (Amelia) e I due Foscari (Lucrezia).
Francesco Regli scrisse di lei nel 1860:
(Francesco Regli)
Secondo gli articoli di stampa, i suoi spettacoli di beneficenza in diversi teatri lirici del nord Italia, erano affari sontuosi. 
Un resoconto della sua serata di beneficenza nel 1857 al Teatro Sociale di Rovereto descriveva il pubblico che urlava selvaggiamente e lanciava fiori, ghirlande di rose, alloro e garofani, monete d'oro e poesie in suo onore sul palco alla fine dello spettacolo. Una grande cornucopia piena di nastri e fiori venne portata sul palco mentre uno stendardo di seta calava dall'alto portato da un angelo. Fu quindi scortata nei suoi alloggi da una parata di fiaccole costituita da membri del pubblico ancora esultanti e da artisti dell'orchestra e del coro della città che procedettero a farle una serenata sotto la sua finestra.
Sebbene la carriera della Zenoni, fino al 1867, si concentrasse principalmente nei teatri lirici del nord Italia, cantò anche nell'Italia meridionale al Teatro San Carlo di Napoli e al Teatro Piccinni di Bari e apparve all'estero con compagnie di tournée italiane a Bucarest, Costantinopoli, Valencia e Oviedo. In uno spettacolo di gala al Teatro del Fontán di Oviedo, nel 1864, cantò Abigaille in Nabucco fianco di Giorgio Ronconi che aveva creato il ruolo principale alla sua prima mondiale nel 1842.
Nel dicembre 1867 Zenoni salpò per New York e poi si recò a Cuba dove apparve al Teatro Tacón de L'Avana con una compagnia operistica italiana organizzata da Annibale Biacchi. Dopo l'Avana si recò in India entrando a far parte della compagnia d'opera italiana di Augusto Cagli come prima donna assoluta per la stagione 1868-69 a Calcutta. Fu un successo immediato per il pubblico e la Cagli adattò il repertorio della compagnia per riflettere i suoi più grandi successi sul palcoscenico italiano: opere moderne e tragiche. Rimase con la compagnia di Cagli per la stagione 1869-70 e poi firmò con la compagnia rivale di Giovanni Pompei che si esibiva a Bombay e nelle Indie orientali olandesi. Successivamente Cagli e Pompei unirono le forze per creare una compagnia composita. La Zenoni andò in tournée sia in Australia che in Nuova Zelanda con quella compagnia. Mentre si trovava a Sydney sposò Annibal Luis Gamboa il 23 settembre 1873. Secondo l'annuncio del matrimonio nel The Sydney Morning Herald, Gamboa era di Cadice, in Spagna. Era stato anche sulla nave con lei quando salpò per New York mentre si recava a Cuba nel 1867.
La Zenoni si esibì in Australia nella stagione 1875 nel ruolo di Griselda ne I Lombardi alla prima crociata, in Leonora ne Il trovatore, in Paolina in Poliuto, in Amelia ne Un ballo in maschera e nei ruoli principali di La Juive, Norma, Lucrezia Borgia e Anna Bolena. La sua successiva tappa fu il Sudafrica, dove la Cagli aveva iniziato a produrre stagioni liriche per Città del Capo nel 1876. Per la stagione 1877 la sua ultima avventura fu un'opera all'aperto nei giardini della Loggia Massonica della Buona Speranza. La stagione si rivelò disastrosa. A gennaio la Zenoni dovette cantare al freddo la Lucrezia Borgia mentre forti venti infastidivano sia i cantanti che il pubblico. La Cagli fece realizzare un padiglione per racchiudere parzialmente il palcoscenico, ma ad aprile scoppiò un incendio che distrusse non solo il padiglione e il palcoscenico ma tutto lo scenario e gli oggetti di scena dell'azienda, nonché la collezione di costumi del tenore principale. La Zenoni salpò per la sua nativa Italia nel luglio 1877, con grande sconforto dall'editore di The Cape Standard e Mail. Morì a Torino nel marzo dell'anno successivo. Successivamente suo marito si risposò e morì a Torino nel 1899.
Dopo la sua morte, il nome Zenoni rivisse brevemente nel mondo dello spettacolo, sebbene nel Vaudeville piuttosto che all'opera. Nel 1878 l'impresario Harry Rickards scoprì che un artista di un'altra troupe si esibiva con lo stesso nome da una certa Katie Angell, una giovane trapezista australiana che lavorava per Rickards e in seguito divenne la sua seconda moglie. Considerò di citarla in giudizio, ma invece la Angell cambiò il suo nome d'arte e Rickards la definì "Mademoiselle Zenoni. La prima ginnasta del mondo". Secondo il Dizionario di Sydney, il nome era ispirato alla celebrità di Margherita Zenoni che cantava in Australia quando la Angell iniziò la sua carriera.

### Esplicative
1. ↑  Secondo gli archivi di Casa Ricordi la Zenoni sarebbe nata nel 1815[1]. Tuttavia, la morte avvenuta nel 1878 data dall’Otago Daily Times indicherebbe avvenuta all'età di 51 anni[2], facendo pertanto slittare la sua nascita al 1827 circa. Questa data è più congruente con le sue immagini relative agli anni 1850 e con lo svolgersi della sua carriera.
2. ↑  "In ogni luogo mostrò di essere un'artista degna di ogni encomio, poiché riunisce ad una bella e simpatica voce, educata alla pura scuola, uno squisito sentimento, un'anima ardente ed un valore drammatico a poche secondo. Margherita Zenoni, se è inappuntabile cantante, è un'attrice eziandio eccellente."
3. ↑  Le esibizioni in cui uno dei cantanti dell'opera o il suo compositore ricevevano l'intero incasso al botteghino, per una particolare esibizione, oltre al loro stipendio, erano una pratica comune nel mondo dell'opera del XVIII e XIX secolo, così come dei regali da parte del pubblico al cantante.[7][8]

### Bibliografiche
1. ↑  Archivio Storico Ricordi. "Margherita Zenoni Occhiena". Accesso 30 giugno 2019.
2. 1 2  (6 luglio 1878). "Melbourne Gossip". Otago Daily Times, p. 6. Accesso 1 luglio 2019.
3. 1 2  Hale, Frederick (luglio 2016). "From a comedy of errors to tragedy: the cessation of Italian opera in Cape Town in 1877". South African Journal of Cultural History, Vol. 30, No. 1, p. 113. Accesso 30 giugno 2019.
4. 1 2  Regli, Francesco (1860). "Zenoni, Margeherita". Dizionario biografico dei più celebri poeti ed artisti melodrammatici, tragici e comici, maestri, concertisti, coreografi, mimi, ballerini, scenografi, giornalisti, impresarii, ecc. ecc. che fiorirono in Italia dal 1800 al 1860, pp. 575–576. E. Dalmazzo (in Italian)
5. ↑  Saredo, M. G. (5 September 1854). "Corriere di Torino". Lo Scaramuccia, Anno I, No. 89, p. 363.
6. 1 2  Kutsch, Karl-Josef and Riemens, Leo (2012). "Zenoni, Margherita". Großes Sängerlexikon (4th edition), pp. 5154–5155. Walter de Gruyter. ISBN 359844088X (in German)
7. ↑  Price, Curtis; Milhous, Judith; Hume, Robert (1995). Italian Opera in Late Eighteenth-century London: The King's Theatre, Haymarket, 1778-1791, Chapter 3, Part II, "Recruitment and Salaries". Oxford University Press. ISBN 0198161662
8. ↑  Rosselli, John (1995). Singers of Italian Opera: The History of a Profession, pp. 82–85. Cambridge University Press. ISBN 0521426979
9. ↑  (20 novembre 1857). "Polemica". L'Eco di Fiume, Anno I, No. 59, p. 248
10. ↑  Conati, Marcello (31 January 1982). "A Chronology of the First performances of Rigoletto".  Bollettino Verdi, Vol. 3, no. 9, p. 1874. EDT.
11. ↑  Fonseca, María Sanhuesa (2010). "El Teatro del Fontán de Oviedo", p. 64. VII Ciclo de Conferencias de la SOF. León Everest. ISBN 9788444102634 Retrieved 30 June 2019. (in Spanish)
12. ↑  Rocha, Esmeralda Monique Antonia (2012). Imperial Opera: The nexus between opera and imperialism in Victorian Calcutta and Melbourne, 1833–1901. PhD dissertation. University of Western Australia. Accesso 30 giugno 2019.
13. ↑  (3 aprile 1868). "Dur und Moll". Signale für die musikalische Welt, No. 22, p. 414 (DE)
14. ↑  (6 ottobre 1873). "Marriages". The Sydney Morning Herald, p. 10. Accesso 4 ottobre 2019.
15. ↑  (14 dicembre 1867). "Passengers Arrived". The New York Times. Accesso 4 ottobre 2019.
16. ↑  Hackett, Kathleen (2012). "Rickards, Kate". Dictionary of Sydney. Dictionary of Sydney Trust. Accesso 4 ottobre 2019.